# Пуља (Пјаченца)
Пуља је насеље у Италији у округу Пјаченца, региону Емилија-Ромања.
Према процени из 2011. у насељу је живело 42 становника. Насеље се налази на надморској висини од 51 м.